# Rafael Obligado-várkastély
A Rafael Obligado-várkastély egy historizáló stílusú lakóépület Argentína Buenos Aires tartományában.

## Története
A területet, ahol a kastély áll, 1785-ben vásárolta meg az andalúz származású Antonio Obligado. 1845. november 20-án a közelben zajlott a Vuelta de Obligadó-i csata, ahol az angol és francia erők nagy veszteségeket szenvedve ugyan, de győzelmet arattak az argentinok felett. 1896-ban Rafael Obligado költő volt az, aki elhatározta, hogy várkastélyt építtet, méghozzá felesége, Isabel Gómez Langenheim tiszteletére, aki annak a Walter Scottnak a rajongója volt, aki romantikus stílusú regényeinek helyszínéül gyakran választott ódon gótikus várkastélyokat. Ezt a környezetet kívánta megidézni Obligado felesége számára.
Az 1930-as években született meg az a legenda, miszerint a kastélyban egy Toto nevű szellem lakozik, aki néha rejtélyes módon eltüntet tárgyakat, illetve nyitogatja-csukogatja az ajtókat. Ugyancsak szólnak legendák arról, hogy az épületben titkos folyosók kötnek össze bizonyos termeket, vagy akár vezetnek ki a kastélyból.
Az épület és a körülötte található birtok, az Estancia El Castillo ma is az Obligado család tulajdonában van.

## Leírás
A kastély Argentína keleti, Buenos Aires tartomány északi részén található Ramallo partido területén, a Paraná folyó partjához közel. Európai stílusú, historizáló épület, sokszög alaprajzú tornyokkal és csúcsíves ablakokkal. A háromszintes várkastélynak 24 lakó- és hat fürdőszobája van, belépés után egy nagy előcsarnokba juthatunk, ahol három lépcsősor helyezkedik el. Külső falait futónövények borítják.